# Asesinato de Hae Min Lee
Hae Min Lee (coreano: 이해민; nacida el 15 de octubre de 1980) fue una estudiante de secundaria coreano-estadounidense que fue vista con vida por última vez el 13 de enero de 1999 en el condado de Baltimore, Maryland. Su cuerpo fue encontrado cuatro semanas después en Leakin Park; la habían matado por estrangulamiento manual. El exnovio de Lee, Adnan Masud Syed (nacido el 21 de mayo de 1981), fue declarado culpable de asesinato en primer grado y condenado a cadena perpetua más 30 años.

## Antecedentes
Hae Min Lee nació en Corea del Sur en 1980 y emigró con su madre Youn Kim y su hermano Lee a los Estados Unidos en 1992 para vivir con sus abuelos. Asistía al programa imán del Instituto Woodlawn, cerca de Baltimore (Maryland). Era una atleta que jugaba al lacrosse y al hockey sobre césped.

## Investigación
Lee desapareció el 13 de enero de 1999 y su familia informó sobre su situación ese mismo día, tras no haber recogido a su primo menor de la escuela aprox. a las 15:15. 
El 9 de febrero de 1999 un transeúnte encontró su cuerpo parcialmente enterrado en Leakin Park. 
El 1 de febrero de 1999, la Policía del Condado de Baltimore recibió una llamada de teléfono anónima que sugería que el exnovio de Lee, Adnan Masud Syed, era responsable de su asesinato, y que Syed había amenazado con matarla. 
El 3 de febrero, la Policía de Baltimore recibió registros de llamadas recibidas para un teléfono celular perteneciente a Syed.[cita requerida] Notaron un número de llamadas en el día de la desaparición de Lee a una mujer llamada Jen Pusateri. Cuando esta fue interrogada, Pusateri dijo a la policía que un amigo suyo, Jay Wilds, que había conocido a Syed en el instituto, le dijo que Syed había matado a Lee. La policía interrogó a Wilds, quien les dijo que había ayudado a Syed a enterrar el cuerpo de Lee y a deshacerse del automóvil. 
Syed fue arrestado el 28 de febrero de 1999 y sentenciado con homicidio en primer grado. Los agentes también entrevistaron al hombre que descubrió el cuerpo de la víctima.

## Juicios y apelaciones
La familia de Syed contrató a Cristina Gutiérrez como abogada defensora. Durante el primer juicio de Syed, el jurado oyó accidentalmente una disputa entre Gutiérrez y el juez que presidía el tribunal, que la llamaba "mentirosa". Después de saber que el jurado lo había oído decir eso, el juez declaró el juicio nulo. 
Un segundo juicio duró seis semanas y acabó con Syed declarado culpable de homicidio en primer grado, secuestro, encarcelamiento falso, y robo el 25 de febrero de 2000. Syed fue sentenciado a cadena perpetua, además de 30 años.
Adnan inicialmente apeló su caso en 2012 basado en asistencia inadecuada del consejo porque Gutiérrez no llamó a Asia McClain como testigo de coartada; esta apelación fue denegada en 2013.[cita requerida]
El 6 de febrero de 2015, el Tribunal de Maryland de Apelaciones Especiales aprobó la solicitud de Syed para dejar de apelar.
El 19 de mayo de 2015, el Tribunal de Maryland de Apelaciones Especiales detuvo el caso a Tribunal de Circuito para su potencial admisión de testimonio de coartada de Asia McClain, quien declaró haber estado hablando con Syed en la biblioteca en el momento exacto en el que el fiscal acusó a Syed de haber atacado a Lee en un aparcamiento a varias millas de distancia.
Alrededor del 9 de noviembre de 2015, el Tribunal Superior decidió que escucharía el caso. Según la investigación de Serial, McClain cuenta que su encuentro con Syed en el día de la desaparición habría servido como una prueba mejor.
El abogado de apelaciones de Syed, Justin Brown, reclamó que la nueva evidencia sobre la fiabilidad de la llamada entrante de AT&T era sospechosa y que tendría que ser revisada por un tribunal de apelaciones, declarando que "la prueba de la torre celular era engañosa y no debería haber sido admitida en el juicio".
El 6 de noviembre de 2015, el juez Martin Welch del Tribunal de Circuito de la Ciudad de Baltimore ordenó que los procedimientos que produjeron una atenuación de la condena, los cuales determinarían si merece un nuevo juicio, serían reabiertos "en interés de justicia para todas las partes". La audiencia, originalmente planificada para los últimos dos días, duró cinco días, desde el 3 - 9 de febrero de 2016. La audiencia fue concurrida por personas de alrededor de EE. UU., incluyendo a Sarah Koenig y Asia McClain, quien atestiguó que habló con Syed en la biblioteca el 13 de enero de 1999.
El 30 de junio de 2016, el juez Martin P. Welch concedió a Syed la petición de un nuevo juicio, declarando que Gutiérrez "prestó asistencia ineficaz cuando falló al examinar al experto estatal en cuanto a la fiabilidad de la evidencia de ubicación de la torre de célula". En octubre de 2016, los abogados de Syed solicitaron una fianza para Syed hasta el nuevo proceso judicial. El 29 de diciembre de 2016, el juez Welch denegó la fianza a Syed.

## Consecuencias

### Los pódcastsSerialyUndisclosed
Del 3 de octubre al 18 de diciembre de 2014, el asesinato de Hae Min Lee y el consiguiente arresto y juicio de Adnan Masud Syed fue el tema de la primera temporada de podcast Serial, presentado por Sarah Koenig. Los episodios de podcasts generaron interés internacional en el juicio, y fueron descargados más de 100 millones de veces hasta junio de 2016. En 2015, la abogada Rabia Chaudry (una defensora de Syed que había presentado el caso a Koenig) y otros empezaron a producir un pódcast llamado Undisclosed: The State vs. Adnan Syed (Confidencial: El Estado contra Adnan Syed).
El podcast Undisclosed reveló que la condición del cuerpo de Lee era inconsistente con la teoría del estado de su enterramiento, y también que Jay Wilds, un testigo clave de la fiscalía, a menudo parecía no saber qué decir durante los interrogatorios policiales, hasta que se oía un repiqueteo, un tap-tap, tras el cual Wilds corregía su última afirmación o de pronto recordaba una pregunta, tras lo cual se disculpaba con los detectives. Según Undisclosed, de ese repiqueteo se infiere que los detectives intentaban guiar a Wilds a la que consideraban la respuesta correcta.
Tanto la investigación realizada por Koenig como la de Chaudry han sido criticadas por tener un sesgo a favor de Syed, y por no resaltar pruebas significantes que se inclinan hacia su culpabilidad. La familia de Hae ha declarado: "Sigue siendo duro ver que tantos corren a defender a alguien que ha cometido un crimen horrible, que destruyó nuestra familia, que se niega a aceptar la responsabilidad, cuando tan pocos están dispuestos a alzar la voz por Hae". La familia ha descrito como ello ha "reabierto heridas que pocos podrían imaginar". Insistiendo en la culpabilidad de Adnan, la familia afirma que ahora está "más claro que nunca" que él mató a su hija.[cita requerida]
Investigation Discovery emitió un especial de una hora titulado Adnan Syed: Innocent or Guilty? (Adnan Syed: ¿Inocente o culpable?) el 14 de junio de 2016, basado en un nuevo análisis de evidencia mencionada en los pódcasts.
En 2016, se publicaron dos libros relacionados con el caso. Confessions of a Serial Alibi (Confesiones de una coartada seriada), escrito por Asia McClain Chapman, fue publicado el 7 de junio de 2016, y Adnan's Story: The Search for Truth and Justice After Serial (La historia de Adnan: la búsqueda de la verdad y la justicia tras el serial), escrito por Rabia Chaudry, fue publicado el 9 de agosto de 2016.
El 29 de marzo de 2018, el segundo tribunal más alto de Maryland determinó que Syed merecía un nuevo juicio. El Tribunal de Apelaciones Especiales explicó que la abogada de Syed no contactó con un testigo con una potencial coartada que podría "haber creado una duda razonable en la mente de al menos una persona del jurado".